# Bundesstraße 210
Die Bundesstraße 210 (Abkürzung: B 210) ist eine Bundesstraße in Deutschland. Sie führt von Emden über Aurich, Wittmund und Jever nach Wilhelmshaven und gilt neben der A 28 als die wichtigste Ost-West-Verbindung auf der ostfriesischen Halbinsel. Da die B 210 deutlich nördlicher verläuft als die A 28, ist sie für viele Städte und Gemeinden zwischen Emden (Anschluss an die A 31) und Wilhelmshaven (Anschluss an die A 29) die wichtigste Anbindung an das Autobahnnetz.

## Geschichte

### Ursprung
In Ostfriesland wurde erst spät mit dem Bau von gepflasterten Straßen begonnen. Ein Grund war der moorige Boden, der die Anlegung erschwerte. Zwischen Emden und Aurich war in früheren Jahrhunderten das Boot der wichtigere Verkehrsträger. Dazu wurde das Treckfahrtstief angelegt, das heute in Teilen den Verlauf des Ems-Jade-Kanals bildet. Die erste Steinstraße, die in Ostfriesland überhaupt gebaut wurde, war die Straße von Aurich nach Leer zwischen 1834 und 1840. Der Bau einer Chaussee von Emden nach Aurich über Georgsheil, der als Vorläufer der heutigen Streckenführung angesehen werden kann, wurde 1845 beendet, inklusive eines Abzweigs von Georgsheil nach Norden. 1869 erfolgte der Lückenschluss nach Wittmund.

### Frühere Strecken und Bezeichnungen
Um 1937 wurde die Landstraße zwischen Aurich und Sande zur Reichsstraße erklärt und als Reichsstraße 210 geführt. Der westliche Streckenabschnitt zwischen Emden und Georgsheil war Bestandteil der Reichsstraße 70, der anschließende Streckenabschnitt zwischen Georgsheil und Aurich gehörte zur Reichsstraße 72. Nach dem Bau der Autobahnen A 29 und A 31 wurde die B 210 auf der Strecke der ehemaligen Bundesstraßen 69 bzw. 70 bis Emden bzw. Wilhelmshaven verlängert.

### Ersetzungen
Umgehungsstraßen sind um Wittmund herum seit etwa 1980, um Jever herum seit etwa 2000 und um Schortens herum seit Dezember 2012 in Betrieb.

#### Ortsumgehung Schortens
Der Ortskern der Stadt Schortens sollte durch eine Umgehungsstraße entlastet werden, die die bereits fertiggestellte Ortsumgehung von Jever direkt mit dem Wilhelmshavener Kreuz an der A 29 verbindet. Die geplante Strecke (Stand 2012) ist rund 5,6 Kilometer lang. Der Planfeststellungsbeschluss ist bereits 2003 ergangen. Klagen gegen das Projekt wurden zurückgewiesen. Die Investitionskosten werden mit rund 42 Millionen Euro angegeben. Die Aufnahme in das Konjunkturpaket der Bundesregierung sicherte die Finanzierung und die kurzfristige Umsetzung der Baumaßnahme. Der Spatenstich fand am 7. Juli 2009 statt. Die offizielle Verkehrsfreigabe erfolgte am 7. Dezember 2012.

## Verlauf

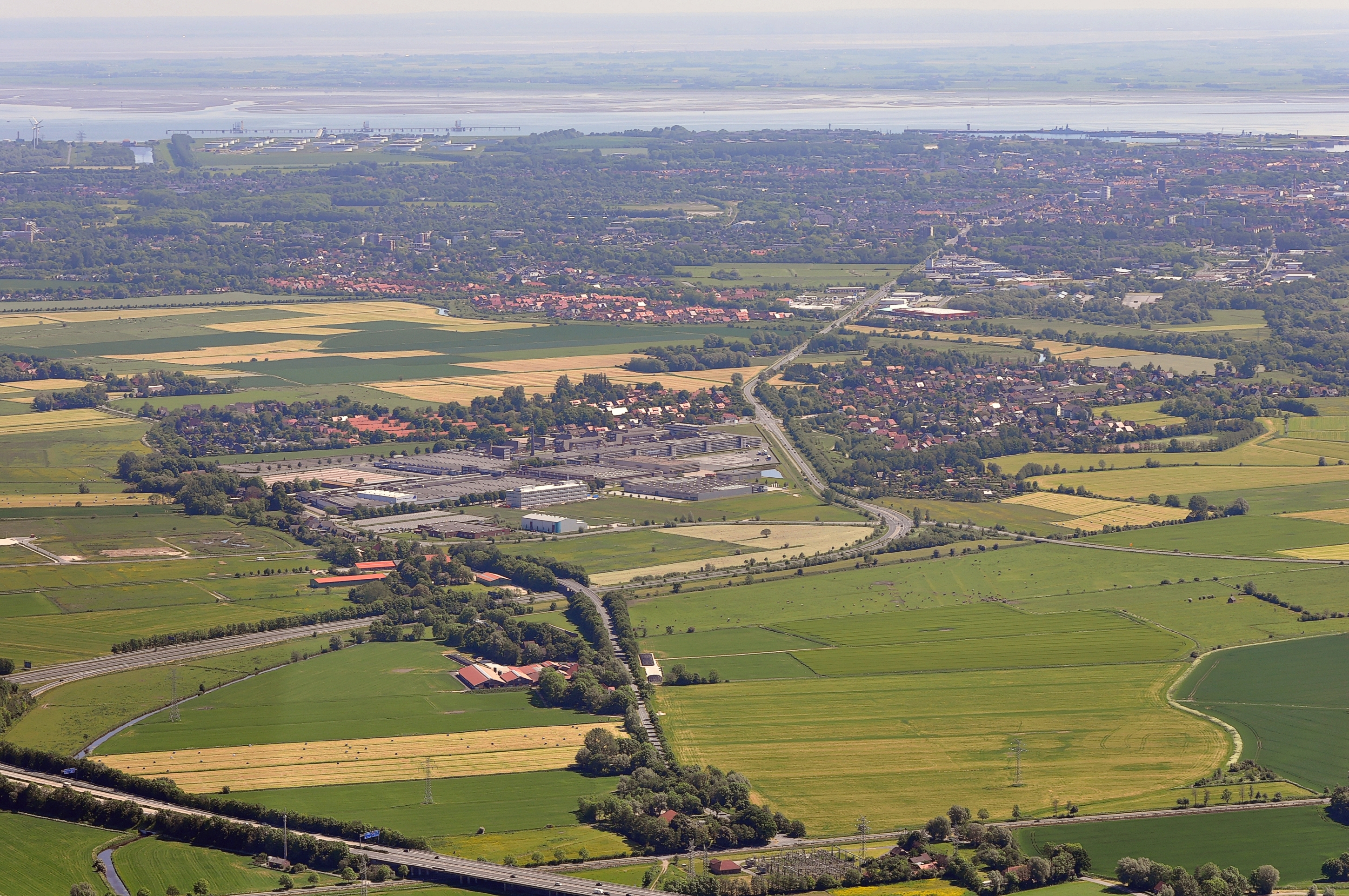
B 210 östlich der A 29 (zunächst von links nach rechts unter der Brücke hindurch, dann nach links in Richtung Wilhelmshaven abbiegend)

Der erste Teilabschnitt der B 210 ist der Autobahnzubringer Ost in Emden. Er beginnt an der Petkumer Straße, der Hauptausfallstraße in den Stadtosten von Emden, und endet an der Anschlussstelle Emden-Ost der A 31. Dieser Abschnitt ist zweispurig ausgebaut, allerdings mit Standstreifen an beiden Seiten. Die Trasse führt dann als A 31 bis zur Anschlussstelle Emden-Mitte, wo die B 210 in Richtung Norden weiterführt. Bis zur Grenze zur Gemeinde Hinte ist die B 210 vierspurig ausgebaut (Auricher Straße), da sie die Hauptausfallstraße von Emden in nördliche Richtung bildet und besonders zu den Stoßzeiten (etwa bei Schichtwechsel im Volkswagenwerk Emden) stark belastet ist. Unmittelbar an der Anschlussstelle Emden-Mitte und an der B 210 befindet sich zudem ein größeres Gewerbegebiet mit einer Vielzahl von Super- und Fachmärkten.
Die B 210 führt anschließend in nordnordöstlicher Richtung weiter. Der Hinteraner Ortsteil Suurhusen wurde in den 1990er-Jahren durch eine Ortsumgehung entlastet. An Loppersum vorbei wird die Bundesstraße dann über das Gebiet der Gemeinde Südbrookmerland weitergeführt und trifft sich im Ortsteil Georgsheil mit der B 72 aus Richtung Norddeich, welche ihr als Emder Straße bis in die Stadt Aurich folgt. Zwischen Georgsheil und der Pferdemarkt-Kreuzung in Aurich führen B 210 und B 72 über dieselbe Trasse. Parallel zur B 210 zwischen Georgsheil und dem Auricher Stadtteil Extum führt die Bahnstrecke Abelitz–Aurich entlang, in einem Abstand von nur wenigen Metern. Besonders für den Südbrookmerlander Ortsteil Moordorf bedeutet dies eine enge Ortsdurchfahrt. Der Abschnitt zwischen Moordorf und Aurich zählt zu den am stärksten befahrenen Abschnitten von Bundesstraßen in Ostfriesland. Ab dem Auricher Ortsteil Extum führt die B 210 vierspurig durch die Stadt. An der Pferdemarkt-Kreuzung in Aurich, der am stärksten befahrenen Kreuzung in Ostfriesland, verlässt die B 72 die gemeinsame Trasse und knickt in Richtung Süden ab, während die B 210 in ostnordöstlicher Richtung weiterführt. Bis zum Auricher Ortsteil Sandhorst behält die B 210 als Esenser Straße ihre Vierspurigkeit bei. Dort knickt eine Landesstraße in nördliche Richtung ab, die das Industriegebiet Nord in Aurich erschließt, wo auch der Windenergieanlagenhersteller Enercon produziert. Die B 210 ist für Enercon daher der wichtigste Weg zum Emder Hafen, wo die Anlagen für den Export verschifft werden. Viele Schwertransporte (von Generatoren oder Rotoren) werden in den Abend- und Nachtstunden vorgenommen, wenn das Verkehrsaufkommen geringer ist. Die B 210 soll künftig durch vermehrte Transporte auf der genannten Bahnstrecke entlastet werden.
Die Bundesstraße führt weiter durch den Nordosten der Stadt Aurich in Richtung Wittmund, das über eine Ortsumgehung verfügt. Hier zweigt die B 461 in Richtung des Wittmunder Ortsteils Harlesiel ab. An der Stadtgrenze zu Jever wird die B 210 nun zur kreuzungsfreien Kraftfahrstraße im „2-zu-1“-System, bei dem die Fahrtrichtungen im Wechsel für ca. 1,5 km zweispurig verlaufen, während die Gegenrichtung nur eine Spur besitzt. In dieser Form umgeht die B 210 seit etwa 2000 Jever und seit 2012 Schortens. Zuvor führte die Bundesstraße noch durch die Innenstädte von Jever und Schortens, was besonders während der Sommermonate zu Staus geführt hatte, da Urlauber auf dem Weg zur Küste durch die enge, zweispurige Ortsdurchfahrt fahren mussten.

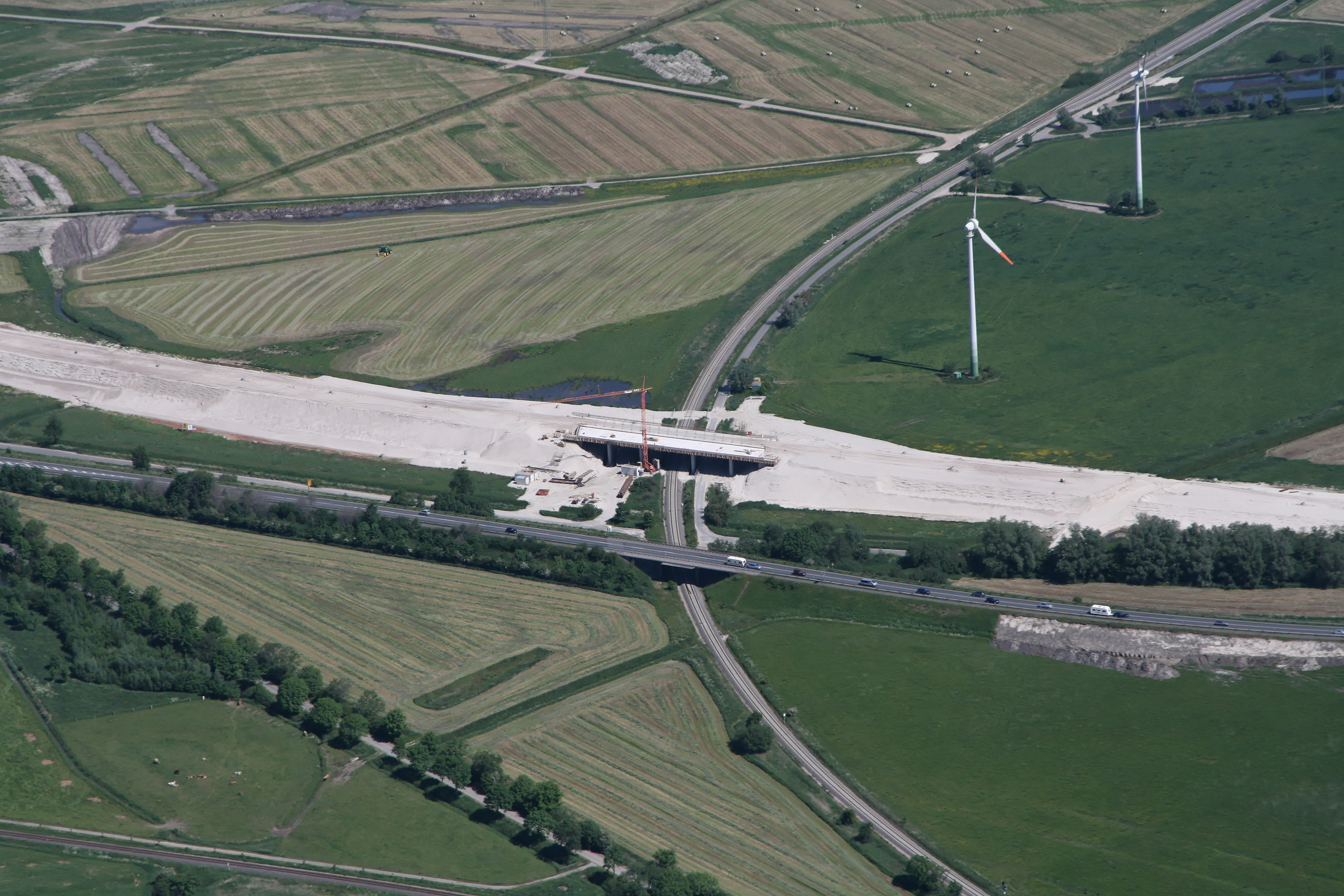
Die B 210 während ihres Neubaus 2012 westlich der A 29 in Schortens

Ab der Ausfahrt Schortens wird die Bundesstraße vierstreifig mit baulich getrennten Fahrbahnen und kreuzt am Wilhelmshavener Kreuz die A 29. Sie führt zweistreifig weiter nach Wilhelmshaven, wo sie als Bismarckstraße eine der wichtigsten innerstädtischen Ost-West-Verbindungen darstellt. Zuvor ist im Schortenser Ortsteil Roffhausen noch das Technologiezentrum Nordwest angeschlossen. Dabei handelt es sich um das frühere Werk des Büromaschinenherstellers Olympia, auf dem sich inzwischen eine Vielzahl von Betrieben mit einer insgesamt vierstelligen Zahl an Mitarbeitern angesiedelt hat. An der Kreuzung mit der Hooksieler Landstraße, die in Richtung Stadtnorden von Wilhelmshaven führt, und der Peterstraße, die die zweite wichtige Ost-West-Verbindung der Wilhelmshavener Innenstadt darstellt, herrscht ebenfalls ein reges Verkehrsaufkommen. Die Bundesstraße endet an der Kreuzung mit der Gökerstraße im Norden der Wilhelmshavener Innenstadt nahe dem Bahnhof. Die Bismarckstraße selbst führt weiter in Richtung Osten bis zum Hafen, allerdings als städtische Straße.

### Gebietskörperschaften
Die B 210 durchquert nacheinander die Stadt Emden, den Landkreis Aurich, den Landkreis Wittmund und den Landkreis Friesland und endet in Wilhelmshaven. Damit quert sie fünf der sechs Kreise und kreisfreien Städte auf der ostfriesischen Halbinsel, lediglich den Landkreis Leer nicht. In ihrem Verlauf über rund 86 km werden lediglich acht verschiedene Gemeinden durchquert (Emden, Hinte, Südbrookmerland, Aurich, Wittmund, Jever, Schortens und Wilhelmshaven).

### Überquerte Gewässer
Da Ostfriesland über unzählige kleinere Entwässerungsgräben verfügt, ist die Zahl der überquerten Gewässer kaum genau zu zählen. Zu den größeren überquerten Gewässern zählen in Emden der Stadtgraben, der Verbindungskanal, der Borssumer Kanal und das Fehntjer Tief, die sich unterhalb der (dort aufgeständerten) B 210 kreuzen. In jenem Abschnitt, auf dem die B 210 als A 31 weiterführt, werden der Ems-Jade-Kanal und das Treckfahrtstief überquert. Nördlich von Loppersum überquert die Bundesstraße das Knockster Tief, das eine der beiden Verbindungen zwischen Emden und dem Großen Meer herstellt. Nahe Abelitz wird das Marscher Tief überquert, das das Große Meer mit Kanälen des Brookmerlands verbindet. Bei Moordorf wird der Ringkanal überquert, in Aurich-Extum die Sandhorster Ehe. Beide sind für die Entwässerung der tief liegenden Gebiete wichtige Wasserläufe.
Die Harle fließt in Wittmund unter der B 210 durch, in Jever das Tettenser Tief und das Hooksieler Tief. In Wilhelmshaven wird die Maade überquert.
Lediglich in Emden wurden höhere Brücken gebaut, um auch größeren Booten beziehungsweise Binnenschiffen die Unterquerung der Bundesstraße zu erlauben. Die anderen Gewässer werden ohne Brückenbauten überquert. Allenfalls wurden Aufschüttungen vorgenommen, um die Durchfahrtshöhe für kleinere Boote zu vergrößern. Dennoch ist nur die Querung mit Booten mit niedrigen Aufbauten möglich.

## Verkehrsdichte
Zwei Abschnitte der B 210 zählen zu den drei am stärksten befahrenen Abschnitten von Bundesstraßen in Ostfriesland. Dabei handelt es sich um den Abschnitt am westlichen Stadteingang Aurichs im Stadtteil Extum, wo täglich fast 28.000 Fahrzeuge gezählt werden, darunter durchschnittlich 971 LKW. Die Auricher Straße in Emden zwischen der Autobahnanschlussstelle Mitte und der nördlichen Stadtgrenze wird täglich von fast 23.100 Fahrzeugen befahren, darunter 785 Lastwagen. Die B 210 stellt die Haupteinfallstraße nach Aurich und Emden für Personen aus dem Städtedreieck Emden/Aurich/Norden dar.
Die enge Ortsdurchfahrt von Moordorf wird täglich von gut 17.700 Fahrzeugen benutzt. Davon ist jedoch ein nicht unwesentlicher Anteil Ziel- und Quellverkehr; Moordorf ist der zentrale Einkaufsort der Gemeinde Südbrookmerland. Nachdem die B 210 an der Pferdemarktkreuzung in Aurich, der am stärksten befahrenen Kreuzung Ostfrieslands, die gemeinsame Trasse mit der B 72 verlässt, führt sie als Esenser Straße in nordöstlicher Richtung weiter. Auch dieser Abschnitt zwischen der Innenstadt und dem Stadtteil Sandhorst wird von mehr als 20.000 Fahrzeugen täglich benutzt (gut 20.700). Sie stellt die Verbindung zwischen dem Industriegebiet Nord in Aurich und der nach Süden führenden B 72 sowie (über die B 210) zum Emder Hafen dar.
Die Abschnitte der B 210 zwischen Aurich-Sandhorst und Wittmund sind deutlich weniger stark befahren. Anders im Landkreis Friesland, wo die B 210 die wichtigste Verbindung zur A 29 darstellt, sowie in Wilhelmshaven, wo sie eine der drei Verbindungen zu den Anschlussstellen der A 29 ist.

## Wirtschaftliche Bedeutung
Die B 210 ist nach der A 28 die zweitwichtigste Ost-West-Verbindung auf der ostfriesischen Halbinsel. Sie verläuft jedoch deutlich nördlicher als die Autobahn und ist damit die kürzeste Verbindung zwischen den Hafenstädten Emden und Wilhelmshaven, in denen neben der hafenwirtschaftlichen Aktivität auch Industriebetriebe ein bedeutsamer Wirtschaftsfaktor sind. Somit führt über die B 210 ein wesentlicher Teil der Pendlerströme in die beiden genannten Städte. Die B 210 ist die wichtigste Verbindung zwischen Emden und weiten Teilen des Landkreises Aurich. Von dort stammt der wesentliche Teil der Einpendler nach Emden, etwa zum dortigen VW-Werk, aber auch zu den Hafenbetrieben. Für weite Teile der Landkreise Wittmund und Friesland (hier besonders die Städte Jever und Schortens) ist die B 210 das „Einfallstor“ nach Wilhelmshaven.
Da auch Aurich durch den Aufstieg des Windenergieanlagenherstellers Enercon inzwischen eine industrielle Basis in nennenswertem Umfang hat und zudem seit jeher ein größerer Behördenstandort ist, führen zudem Pendlerströme in die Kreisstadt des Landkreises Aurich. Die B 210 ist zudem die wichtigste Straßenverbindung zwischen dem Enercon-Werk und dem Emder Hafen, wo Windenergieanlagen für den Export verschifft werden.
Auch für den Tourismus an der Küste hat die B 210 eine hohe Bedeutung. Die kürzeste Verbindung zwischen der A 31 in Emden und Norddeich, dem größten Küstenbadeort Ostfrieslands und Fährhafen nach Norderney und Juist, führt zunächst bis Georgsheil über die B 210 und anschließend über die B 72. Auch viele der Küstenbadeorte und Fährhäfen in den Landkreisen Wittmund und Friesland werden über die A 29 und anschließend über die B 210 angebunden, darunter Harlesiel (Fähre nach Wangerooge), Neuharlingersiel (Fähre nach Spiekeroog) und Bensersiel (Fähre nach Langeoog).

## Planungen und Baumaßnahmen

### Veränderungen im Raum Aurich/Ihlow/Südbrookmerland

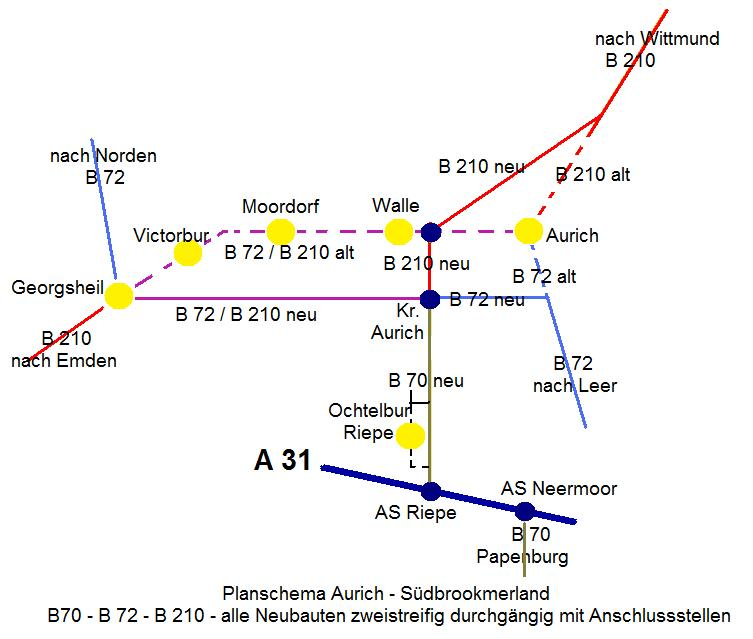
B 70, B 72 und B 210 Planschema

In diesem Abschnitt verläuft die B 72 parallel zur B 210. Folgende Änderungen sind in diesem Bereich vorgesehen:
- Südumgehung der B 72 sowie Nordumgehung der B 210 für Aurich. Zusammen stellen diese Umgehungen einen Süd-West-Nord Dreiviertelring um die Stadt dar, der die drei ein- und ausfallenden Äste beider Bundesstraßen verbindet.
- Ortsumgehung Südbrookmerland: Vermutlich wird diese kombiniert mit der Ortsumgehung Aurich. Es gäbe dann also keinen Rückfall auf die alte Trasse zwischen diesen beiden Orten. In den angedachten Varianten wird die Umgehung am Verkehrsknotenpunkt Georgsheil auf die jetzige Straßenführung zurückfallen.
- Anbindung an die A 31: Obige kombinierte Umgehung erhält zudem einen leistungsfähigen Direktanschluss an die A 31 zur Anschlussstelle Riepe.

Für den Abschnitt von der A 31 bis zur Zufahrt zum Enercon-Werk an der B 210 im nördlichen Aurich ist das 2+1-System vorgesehen. Die Anbindungen an das bestehende Straßennetz erfolgt weitgehend mit autobahnähnlichen Anschlussstellen. Das Gesamtprojekt wird bei der Niedersächsischen Landesbehörde für Straßenbau und Verkehr unter dem Arbeitstitel Bundesstraße 210 neu geführt.
Die Ausbauplanungen treffen in den beteiligten Kommunen, vor allem in Ihlow, auf Widerstand in der Bevölkerung. Der Ihlower Gemeinderat hatte sich im Juli 2011 mit großer Mehrheit gegen das Vorhaben ausgesprochen.

### Umgehung des Emder Stadtteils Friesland
Um den Emder Stadtteil (Kolonie) Friesland vom erheblichen Schwerlastverkehr aus den östlichen Hafengebieten zur A 31 zu entlasten, ist eine Umgehungsstraße als Teil der B 210 bis voraussichtlich 2022 in Bau. Rodungen und Bodenaustausch sind auf der gesamten Länge weitestgehend abgeschlossen (Stand April 2020).
Die Umgehung soll den Verkehr aus diesem Teil des Hafens um den Stadtteil herum direkt zur bestehenden Anschlussstelle Emden-Ost der A 31 bringen. Im Bundesverkehrswegeplan wurde die mit Baukosten von 11,8 Millionen Euro bezifferte und 1,3 Kilometer lange Strecke als vordringlicher Bedarf festgelegt. Das notwendige Planfeststellungsverfahren wurde am 6. August 2009 eingeleitet, der entsprechende Beschluss erging am 24. Januar 2012. Der symbolische „erste Spatenstich“ erfolgte am 10. Dezember 2015. Die diesem Zeitpunkt geschätzten Kosten von 24 Millionen Euro haben sich auf 52 Millionen Euro erhöht. (Stand Mai 2023)
Nach Verwirklichung dieser drei Vorhaben gibt bzw. gäbe es auf der gesamten B 210 keine nennenswert behindernden Ortsdurchfahrten mehr.

## Tourismus

### Sehenswürdigkeiten

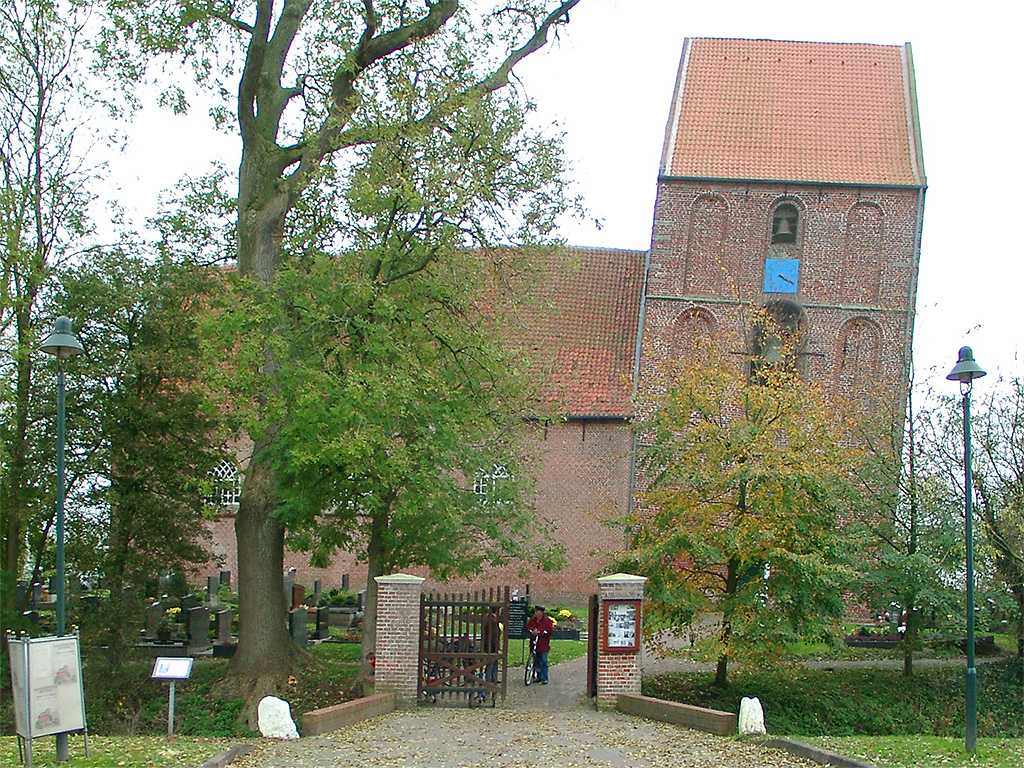
Der schiefe Kirchturm von Suurhusen

Entlang der Strecke bieten sich den Autofahrern eine Reihe von Sehenswürdigkeiten. Da mehrere Städte aber inzwischen über Umgehungsstraßen umfahren werden, sind auch einige der Sehenswürdigkeiten direkt an der Straße inzwischen „weggefallen“ – etwa in der Altstadt von Jever.
Die herausragendste Sehenswürdigkeit auf den ersten Streckenkilometern stellt der Schiefe Turm von Suurhusen dar, der am zweitstärksten geneigte Kirchturm der Welt. Er ist von der Ortsumgehung Suurhusen aus gut zu sehen – und sein enormer Überhang von mehr als zwei Metern wird selbst bei der Vorbeifahrt deutlich.
In Aurich befinden sich einige Baudenkmäler an der Strecke, so etwa das unter Denkmalschutz stehende Gebäude des Auricher Bahnhofs.
In Wilhelmshaven verläuft die Bundesstraße als Bismarckstraße durch die Stadt. An ihr befinden sich der Wilhelmshavener Kurpark und der „Berliner Platz“ mit dem Luftbrückendenkmal.

### Aussichtspunkte
Aufgrund der flachen Geländeform der Strecke gibt es keine Aussichtspunkte in der Nähe.

## Ausbauzustand
Der Ausbauzustand der B 210 gliedert sich wie folgt:
| Abschnitt                                                                                 | Streifen | Trennstreifen | Bemerkung                 |
| ----------------------------------------------------------------------------------------- | -------- | ------------- | ------------------------- |
| L 2 Emden-Friesland – Emden-Ost                                                           | 2        | ja            | kreuzungsfrei             |
| Emden-Mitte – L 3 Emden-Gewerbegebiet Nord                                                | 4        | nein          | städtisch                 |
| L 3 Emden-Gewerbegebiet Nord – K 138 Aurich                                               | 2        | nein          |                           |
| K 138 Stadtgebiet Aurich L 7                                                              | 4        | nein          | städtisch                 |
| L 7 Aurich – L 808 Jever                                                                  | 2        | nein          |                           |
| L 808 Umfahrung Jever L 807 – Anschlussstelle Schortens                                   | 3        | nein          | kreuzungsfrei, 2+1-System |
| Anschlussstelle Schortens über Wilhelmshavener Kreuz – L 815 Technologie-Centrum-Nordwest | 4        | ja            | autobahnähnlich           |
| L 815 Technologie-Centrum-Nordwest – L 814 Wilhelmshaven                                  | 2        | nein          |                           |
| L 814 Stadtgebiet Wilhelmshaven L 811                                                     | 4        | ja            | städtisch                 |

## Bundesstraße 210a
Eine ursprünglich als B 210a bezeichnete Straße trägt heute die Bezeichnung B 461.